# François Boulay (écrivain)
Pour les articles homonymes, voir François Boulay et Boulay.
Œuvres principales
- Traces

François Boulay, né le 11 décembre 1937 à Lyon, est un écrivain français, auteur de romans policiers.

## Biographie
Il fait des études universitaires à l'université de Lyon et obtient un doctorat en sciences odontologiques. Il est ensuite chirurgien-dentiste pendant de nombreuses années, tout en s'intéressant à la peinture et à l'écriture.
Il publie son premier roman, Un automne ordinaire, en 1993, mais n'acquiert une réelle notoriété qu'avec Traces, un roman policier publié en 2006, qui remporte le prix Quais du polar 2007.

## Œuvre

### Romans
- Un automne ordinaire, Lyon, Éditions Michel Chomarat, 1993  (ISBN 2-908 185-22-9)
- La Lectrice, Lyon, Éditions Michel Chomarat, 1995  (ISBN 2-908185-29-6)
- Paradise, Lyon, éd. La Fosse aux Ours, 1998  (ISBN 978-2912042040)
- Traces, Paris, Le Serpent à plumes, coll. Serpent noir, 2006  (ISBN 2-268-05695-3) ; réédition, Paris, Éditions Télémaque, coll. Entailles, 2009  (ISBN 978-2753300880) ; réédition, Paris, Gallimard, Folio policier no 597, 2010  (ISBN 978-2-07-040242-7) - Prix Quais du polar 2007
- Les Morceaux, Paris, Édition Télémaque, coll. Entailles, 2007  (ISBN 978-2753300613)
- Racine, racines, Paris, Édition Télémaque, 2010   (ISBN 978-2753301023)
- Suite rouge, Paris, éditions Télémaque, coll. Entailles, 2011  (ISBN 978-2753301337) ; réédition, Paris, Gallimard, Folio policier no 657, 2012  (ISBN 978-2-07-044487-8)
- Cette nuit…, Paris, éditions Télémaque, coll. Entailles, 2013  (ISBN 978-2753301771) ; réédition, Paris, Gallimard, Folio policier, no 755 2015  (ISBN 978-2070455881)

### Recueils de nouvelles
- Pique rouge, Cœur noir, 12 récits, Villeurbanne, éditions AO - André Odemard, 2014  (ISBN 978-2913897434)

### Nouvelles
- Bazooka, in Un petit noir, Éditions AO - André Odemard, février 2016  (ISBN 978-2913897489)

### Autre publication
- Flore microbienne de l'oropharynx dans les leucémies aiguës : porte d'entrée de l'infection et regard sur la flore intestinale, Lyon, Association corporative des étudiants en médecine, 1973

## Prix
- Prix Quais du polar 2007 pour Traces[2]